# 呂維胤
呂維胤（1981年6月12日—），臺灣政治人物，民主進步黨籍，新潮流系成員，現任臺南市政府社會局機要秘書，曾任臺南市議會議員。

## 生平
呂維胤出生於臺南市，父親為民進黨台南市黨部創黨黨員，年幼時雙親在市場販售水果為業，就讀臺南市東區勝利國民小學、臺南市私立長榮高級中學，畢業於國立中正大學政治學系、政治學研究所碩士班。大學時期即至時任立法委員賴清德的服務處當志工，就讀研究所時成為特助。當時父親罹患疾病，一度無法繼續學業，賴清德得知後即額外提供生活費協助才得以完成研究所學業。2014年首度參加市議員選舉即以該區第一高票當選；2018年參加市議員選舉連任；2022年市議員選舉高票落選。
2015年10月19日與洪瑩珍小姐參加臺南市政府集團結婚。

## 選舉紀錄
| 年度 | 選舉屆數             | 選舉區             | 所屬政黨   | 得票數 | 得票率 | 當選標記 | 備註 |
| ---- | -------------------- | ------------------ | ---------- | ------ | ------ | -------- | ---- |
| 2014 | 第二屆臺南市議員選舉 | 臺南市第十五選舉區 | 民主進步黨 | 15,588 | 23.43% |          |      |
| 2018 | 第三屆臺南市議員選舉 | 臺南市第九選舉區   | 民主進步黨 | 7,535  | 8.13%  |          |      |
| 2022 | 第四屆臺南市議員選舉 | 臺南市第九選舉區   | 民主進步黨 | 6,804  | 7.73%  |          |      |

## 外部連結
- 呂維胤的Facebook專頁